# Nawa (huyện)
Nawa là một huyện thuộc tỉnh Ghazni, Afghanistan. Dân số thời điểm năm 1999 là 24,71 người.